# Рескупорід VII
Тиберій Юлій Рескупорід VII (*Τιβέριος Ἰούλιος Ῥησκούπορις, д/н — 336/337) — цар-співволодар Боспору в 322/323—336/337 роках. Нумерація не зовсім затверджена, оскільки його попередника Рескупоріда VI розглядають також як Рескупоріда V або IV. Звідси цього Рескупоріда рахують як VI чи V.

## Життєпис
Походив з династії Тиберіїв Юліїв. Його батьком вважається цар-співволодар Савромат IV, за іншою версією, менш певною, Фофорс. У 322 або 323 році після смерті царя Радамсада домігся призначення себе співправителем Рескупоріда VI.
Керував азійською частиною, підтримуючи тогівельні стосунки з містами чорноморського узбережжя Кавказу, а також з Колхідою та Іберією. Дотримувався проримської позиції. Втім, монет Рескупоріда VII не збереглося. Є окремі згадки. Помер у 336 та 337 році, можливо внаслідок змови сина Рескупоріда VI — Савромата V.

## Родина
Його сином вважається Рескупорід VIII (VII).